# Nagara (strumento musicale)
I nagara, detti anche nagariya, naqara o naqqara (mondo arabo) o tyanko (Nepal), sono una coppia di membranofoni a percussione, simili ai timpani, utilizzati in India e in Tagikistan. I tasha sono una versione, ad un solo elemento, montata su un treppiedi. Entrambi gli strumenti derivano dal tas anche se questo è suonato con delle piccole fruste.
I dotable sono una coppia di timpani curdi utilizzati a cavallo per la musica marziale.

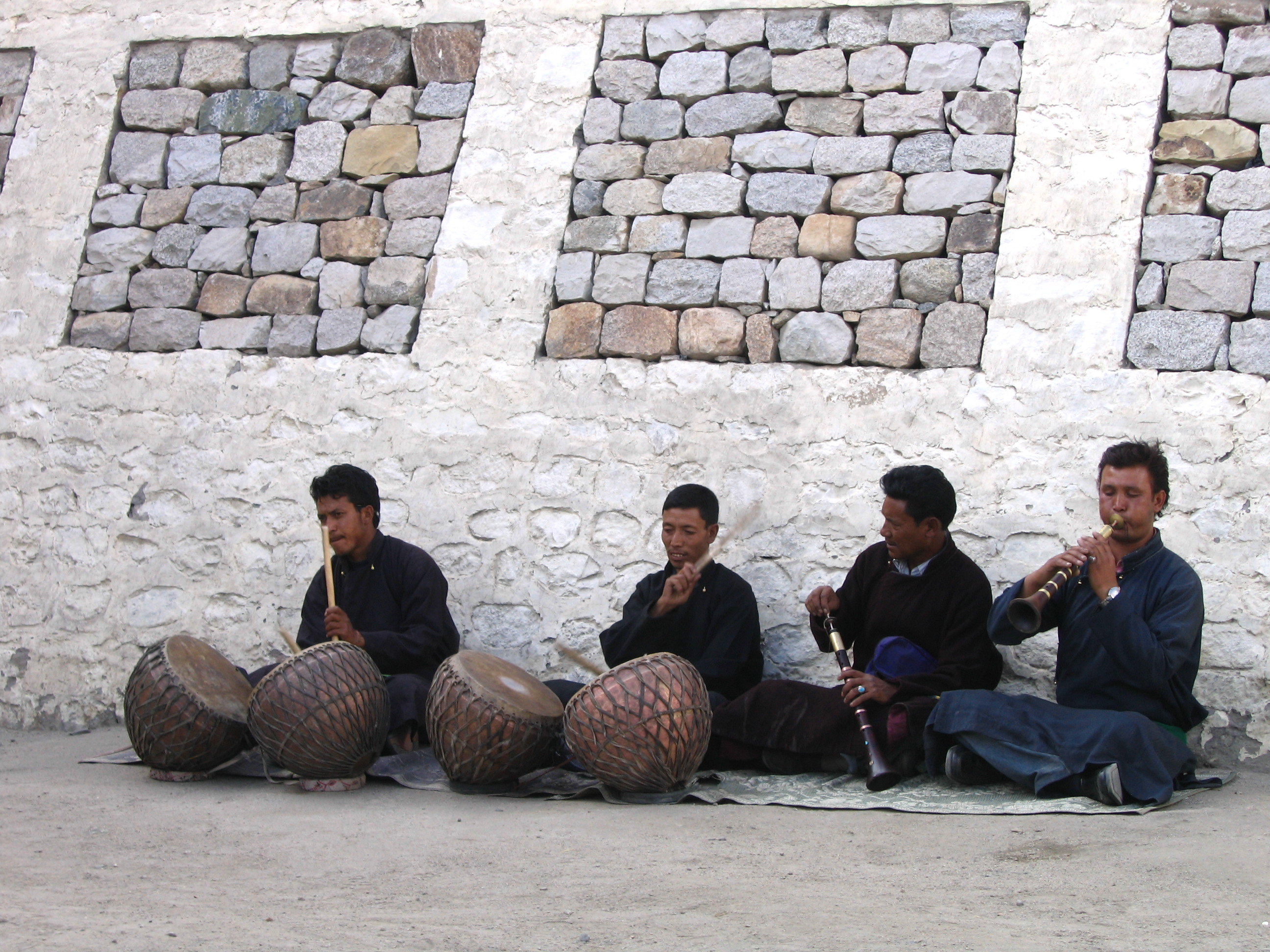
Due naggara del Ladakh (a sinistra).

## Caratteristiche
A volte realizzati in terracotta, i più grandi, fino a un metro di diametro, sono fatti di rame, con pelli di capra legate con corde o cinghie di cuoio, tutto intorno.

## Esecuzione
Si suonano da seduti o in piedi (tenuti da una bandana di cuoio), con due bacchette grandi e solide. I nagara, sono uno di fianco all'altro, uno in posizione orizzontale e l'altro in verticale.
Si debbono distinguere i nagara del Rajasthan, piccoli e legati alla musica popolare, e i grandi nagara che si vedono in tutte le città indiane e che vengono suonati in tutte le feste. Sono uno strumento estremamente sonoro, e i musicisti li colpiscono con tutte le loro forze dopo averli riscaldati con un fuoco. Sono spesso accompagnati da grandi  daf e rumorosi gong.